# Shattered Dreams (película)
Shattered Dreams (Sueños rotos en España y Solo por venganza en Hispanoamérica) es un telefilme dramático de 1990 dirigido por Robert Iscove y protagonizado por Lindsay Wagner, Michael Nouri y Georgann Johnson.
La película de televisión está basada en una historia real. La relación de Charlotte y John Fedders, que es tratada en el telefilme, atrajo la atención nacional y fue objeto de un intenso escrutinio local cuando su proceso de divorcio resultó en un artículo en el Wall Street Journal y luego en una portada en la edición de abril de 1986 de la revista Washingtonian.

## Argumento
Charlotte O' Donnell y John Fedders son estadounidenses que se encontraron en la universidad. John iba a aprender para ser abogado, mientras que Charlotte iba a aprender a ser enfermera. Ambos se enamoran y se casan teniendo 5 hijos.
Ella es una mujer que antepone su familia a su carrera y es responsable. Sin embargo, el ambicioso John, que además de ser un abogado exitoso se vuelve luego un funcionario importante dentro del gobierno federal en Washington D. C., maltrata a su mujer. Siempre tiene arrebatos de ira y descarga luego esa ira en su mujer, que acaba por ello al final maltratada y con moratones. Sin embargo ella no puede romper con él, porque la manipula para que no lo haga a pesar de que sus padres le dicen expresamente de que se divorcie de él por su conducta. 
De esa manera la situación continúa durante 17 años. Un día las cosas cambian, cuando iba a pegar esta vez a sus hijos. Eso causa a que ella finalmente se rebele y lo eche de casa. Entonces ella contrata a un abogado para divorciarse de él. El asunto llega a juicio y de esa manera sale todo a la luz. 
En el juicio John intenta manipularla otra vez, pero ella esta vez resiste. Mientrastanto el asunto también se vuelve con el tiempo en un asunto público a causa de la posición importante que tiene John dentro del gobierno. Cuando John se da cuenta de que el gobierno empieza a distanciarse de él por lo que ha estado haciendo en su matrimonio, él se ve entonces forzado a dimitir de su puesto federal.
Finalmente el juez decide que se haga un último intento de reconciliación. Ambos se encuentran, pero ella no cede a sus manipulaciones que continúa haciendo, se quita el anillo de boda y le deja plantado en el lugar y humillado. De esa manera el divorcio de ambos se lleva a cabo sin que haya marcha atrás y Charlotte rompe de esa manera de forma consecuente con él en todos los aspectos. 
Después John continúa con su vida como abogado en Washington D. C., mientras que Charlotte, estando con su familia, vuelve a retomar su carrera y adicionalmente ayuda también a otras mujeres maltratadas, una asunto que es un problema y que continúa siéndolo.

## Reparto
| Actor            | Personaje         |
| ---------------- | ----------------- |
| Lindsay Wagner   | Charlotte Fedders |
| Michael Nouri    | John Fedders      |
| Georgann Johnson | Helen O'Donnell   |
| James Karen      | Charles O'Donnell |
| Stan Ivar        | Bryan Renehan     |
| Bryan Clark      | Martin Ellis      |
| Tom Dahlgren     | Juez McAuliffe    |
| Jay R. Ferguson  | Joven Luke        |

## Producción
Después de los acontecimientos Charlotte Fedders y Laura Elliott, autora del artículo de Washington, se unieron para escribir Shattered Dreams, que fue publicado en Harper & Row. Luego ese libro fue convertido en un guion para hacer posible el telefilme. Para ello se consultó también a Charlotte Fedders y a su psicólogo.

## Recepción
Hoy en día la película ha sido valorada en portales cinematográficos. En IMDb, con 162 votos registrados, el filme obtiene una media ponderada de 5,6 sobre 10. En cuanto a Rotten Tomatoes, los más de 50 votos registrados allí le dieron una valoración media de 4,2 de 5.